# Cohors I Aquitanorum (Britannia)

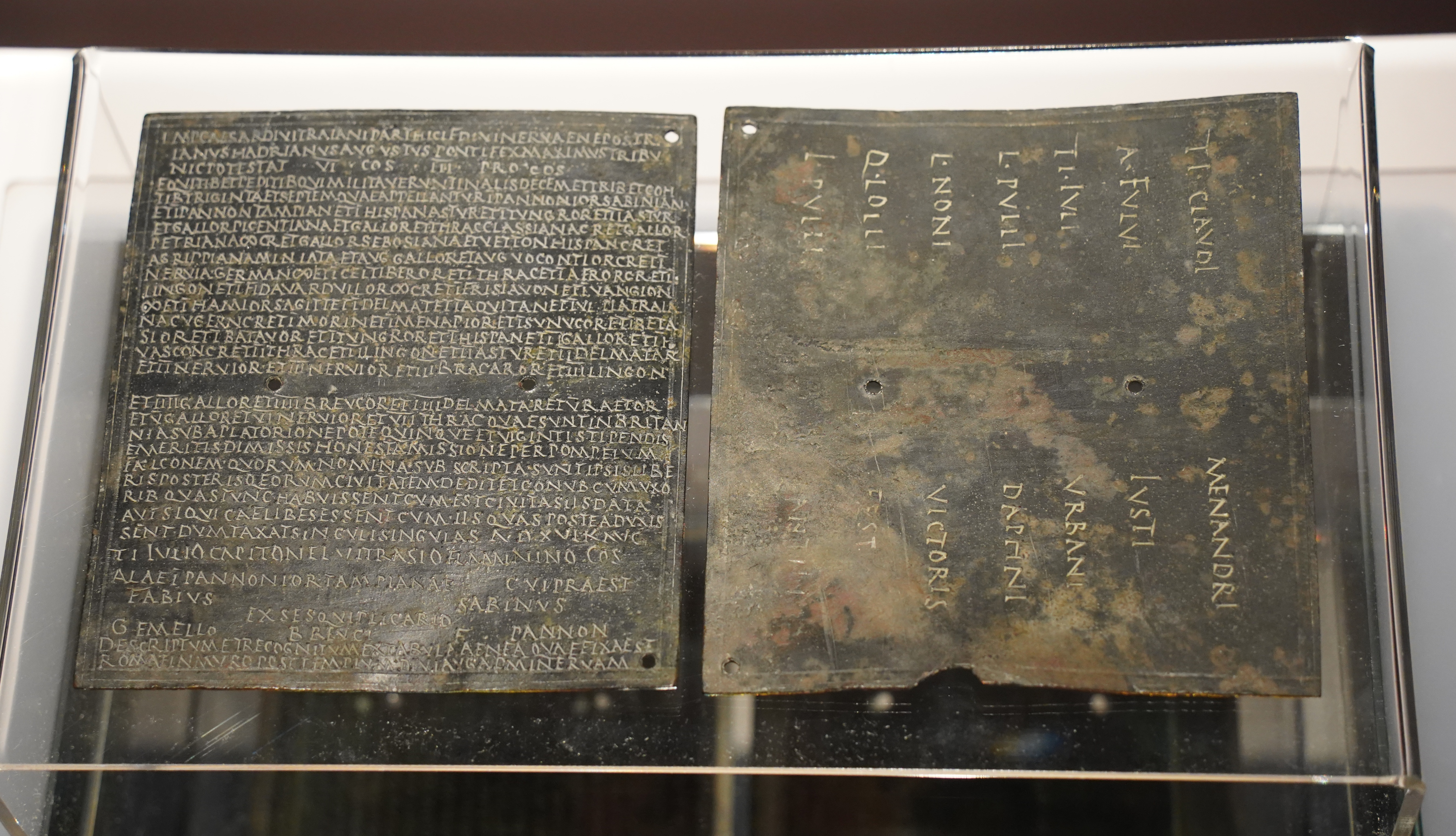
Eines der Militärdiplome des Jahres 122

Die Cohors I Aquitanorum (deutsch 1. Kohorte der Aquitanier) war eine römische Auxiliareinheit. Sie ist durch Militärdiplome, Inschriften und Ziegelstempel belegt.

## Namensbestandteile
- Cohors: Die Kohorte war eine Infanterieeinheit der Auxiliartruppen in der römischen Armee.

- I: Die römische Zahl steht für die Ordnungszahl die erste (lateinisch prima). Daher wird der Name dieser Militäreinheit als Cohors prima .. ausgesprochen.

- Aquitanorum: der Aquitanier. Die Soldaten der Kohorte wurden bei Aufstellung der Einheit aus den verschiedenen Stämmen der Aquitanier auf dem Gebiet der römischen Provinz Gallia Aquitania rekrutiert.

Da es keine Hinweise auf die Namenszusätze milliaria (1000 Mann) und equitata (teilberitten) gibt, ist davon auszugehen, dass es sich um eine Cohors (quingenaria) peditata, eine reine Infanterie-Kohorte, handelt. Die Sollstärke der Einheit lag bei 480 Mann, bestehend aus 6 Centurien mit jeweils 80 Mann.

## Geschichte
Die Kohorte war in der Provinz Britannia stationiert. Sie ist auf Militärdiplomen für die Jahre 122 bis 140/154 n. Chr. aufgeführt.
Der erste Nachweis der Einheit in Britannien beruht auf Diplomen, die auf 122 datiert sind. In den Diplomen wird die Kohorte als Teil der Truppen aufgeführt (siehe Römische Streitkräfte in Britannia), die in der Provinz stationiert waren. Weitere Diplome, die auf 124 bis 140/154 datiert sind, belegen die Einheit in derselben Provinz.
Der letzte Nachweis der Einheit beruht auf Ziegelstempeln, die (laut John Spaul) in das 4. Jh. datiert werden.

## Standorte
Standorte der Kohorte in Britannien waren möglicherweise:
- Bakewell: Die Inschrift (RIB 278) wurde hier gefunden.
- Branodunum (Brancaster)
- Brocolitia (Carrawburgh): Die Inschrift (RIB 1550) wurde hier gefunden.
- Navio (Brough-on-Noe): Die Inschrift (RIB 283) wurde hier gefunden.

Ziegel mit den Stempeln der Einheit wurden in Brancaster gefunden.

## Kommandeure
Folgende Angehörige der Kohorte sind bekannt.

### Kommandeure
| - []ius Nepos, ein Präfekt (RIB-01, 01550) - Capitonius Priscus, ein Präfekt - Marcus Valerius Speratus, ein Präfekt | - Quintus Sittius Caecilianus, ein Präfekt - [] Proculus, ein Präfekt (AE 1980, 601) |

## Weitere Kohorten mit der BezeichnungCohors I Aquitanorum
Es gab noch zwei weitere Kohorten mit dieser Bezeichnung:
- die Cohors I Aquitanorum (Germania). Sie ist durch Militärdiplome von 74 bis 134 belegt und war in den Provinzen Germania und Germania superior stationiert.
- die Cohors I Aquitanorum Biturigum. Sie ist durch Diplome von 74 bis 134 belegt und war in den Provinzen Germania und Germania superior stationiert.